# Ұ
La Ұ, minuscolo ұ, è una lettera dell'alfabeto cirillico. Viene chiamata u dritta barrata o waw con damma.
Appare come una У dritta con una barra orizzontale alla metà. Viene usata in kazaco per rappresentare la vocale chiusa posteriore arrotondata /u/ o la vocale semichiusa semiposteriore arrotondata /ʊ/.
Questa lettera non deve essere confusa con il simbolo dello Yen (¥), la valuta giapponese.

## Traslitterazione
In kazako questa lettera viene traslitterata come u o uw.